# Gare de Venta de Baños
La gare de Venta de Baños est la gare ferroviaire de la commune espagnole de Venta de Baños, dans la province de Palencia en Castille-et-León. Elle dispose de services de moyenne distance exploités par Renfe. Il y a également une gare de triage nommée Venta de Baños-Mercancías.
La gare est située à l'intersection de plusieurs voies ferrées, donnant lieu à un important nœud ferroviaire par lequel passent quotidiennement plus de 200 trains de voyageurs et de marchandises.

## Situation ferroviaire
La gare est située au point kilométrique 285,272 de la ligne ferroviaire à écartement ibérique Madrid-Hendaye à une altitude de 720,51 mètres. Cette ligne est rejointe par la ligne de Venta de Baños à Gijón (es) (ligne 130 du réseau ferroviaire espagnol (es)).
En 1989, la mise en service de la section Palencia-Magaz a réduit l'importance de cette jonction tout en évitant aux trains empruntant le tronçon León-Burgos d'avoir à effectuer une manœuvre complexe de demi-tour pour poursuivre leur chemin.
La gare est sur le trajet des lignes à grande vitesse Valladolid-León (es) et Venta de Baños-Burgos-Vitoria.

## Histoire
Le chemin de fer atteint Venta de Baños le 1er août 1860 sous l'égide de la Compañía de los Caminos de Hierro del Norte de España lorsque les tronçons Valladolid-Venta de Baños et Venta de Baños-Alar del Rey sont inaugurés. Le premier tronçon est une étape supplémentaire sur le trajet entre Madrid et la frontière française par Irún et Hendaye, qui se prolonge le 25 novembre jusqu'à Burgos. L'extension jusqu'à Alar del Rey vise de son côté à rejoindre la ligne Alar-Santander, permettant ainsi de relier Madrid au golfe de Gascogne et de jeter les bases de futures extensions vers le nord-ouest de l'Espagne, donnant ainsi naissance à un important nœud ferroviaire.
Deux tentatives de transfert de cette jonction ferroviaire vers Palencia ont lieu en 1873 et en 1908. La loi républicaine du 9 août 1873 ordonne le transfert de la jonction des lignes de Venta de Baños à Palencia, loi qui n'a jamais été appliquée.
En 1941, avec la nationalisation du réseau ferroviaire espagnol à voie ibérique, la gare passe dans le giron de la RENFE. Entre 1980 et 1991, la gare fait l'objet d'une rénovation majeure. Les travaux de modernisation de la gare, d'un budget de 972 230 000 pesetas (5 843 220 euros), commencent le 31 décembre 1986. Devant initialement durer 20 mois, ces travaux prennent du retard et ne se terminent qu'en mars 1991. Les quais sont allongés et agrandis, le bâtiment principal réhabilité, le deuxième bâtiment voyageurs démoli pour augmenter le nombre de voies, la passerelle au-dessus des voies remplacée et allongée, et les voies générales (Madrid-Irún) adaptées à 160 km/h et à 60 km/h vers Palencia.
Le 23 février 2010, le ministère espagnol de l'équipement confirme l'arrivée de l'AVE à Venta de Baños. En 2011 commence le remplacement des voies à écartement espagnol conventionnel par des voies à écartement international utilisées par les trains à grande vitesse. Entre octobre 2009 et le 20 décembre 2011, la gare est remodelée pour faire place à la ligne à grande vitesse. Au total, 8 000 mètres de voie sont rénovés ou installés. Les travaux comportent également de nouvelles infrastructures et une modernisation des quais, des passages souterrains, des caténaires, des installations électriques et de sécurité. Les travaux sont incomplets en 2015, ne permettant pas une desserte pour des voyageurs. L'AVE de la ligne Valladolid-León (es) en fonction à partir de 2015 ne s'y arrête pas, celui de la ligne Venta de Baños-Burgos-Vitoria non plus à partir de sa mise en service en 2022, ce qui entraîne une demande de création d'arrêt par le maire de la commune auprès du gouvernement,.

## Description du site
Initialement, la gare comporte deux bâtiments dont un seul subsiste du côté est de la ville, celui du côté ouest ayant été démoli en raison d'une restructuration des voies en 1986. Le bâtiment actuel date de l'agrandissement de la gare réalisé sorti en 1912. L'auberge de la gare devient un lieu de scène d'une pièce de théâtre écrite par l'écrivain Vital Aza (en). Cette œuvre est jouée au théâtre Lara de Madrid le 13 janvier 1897.

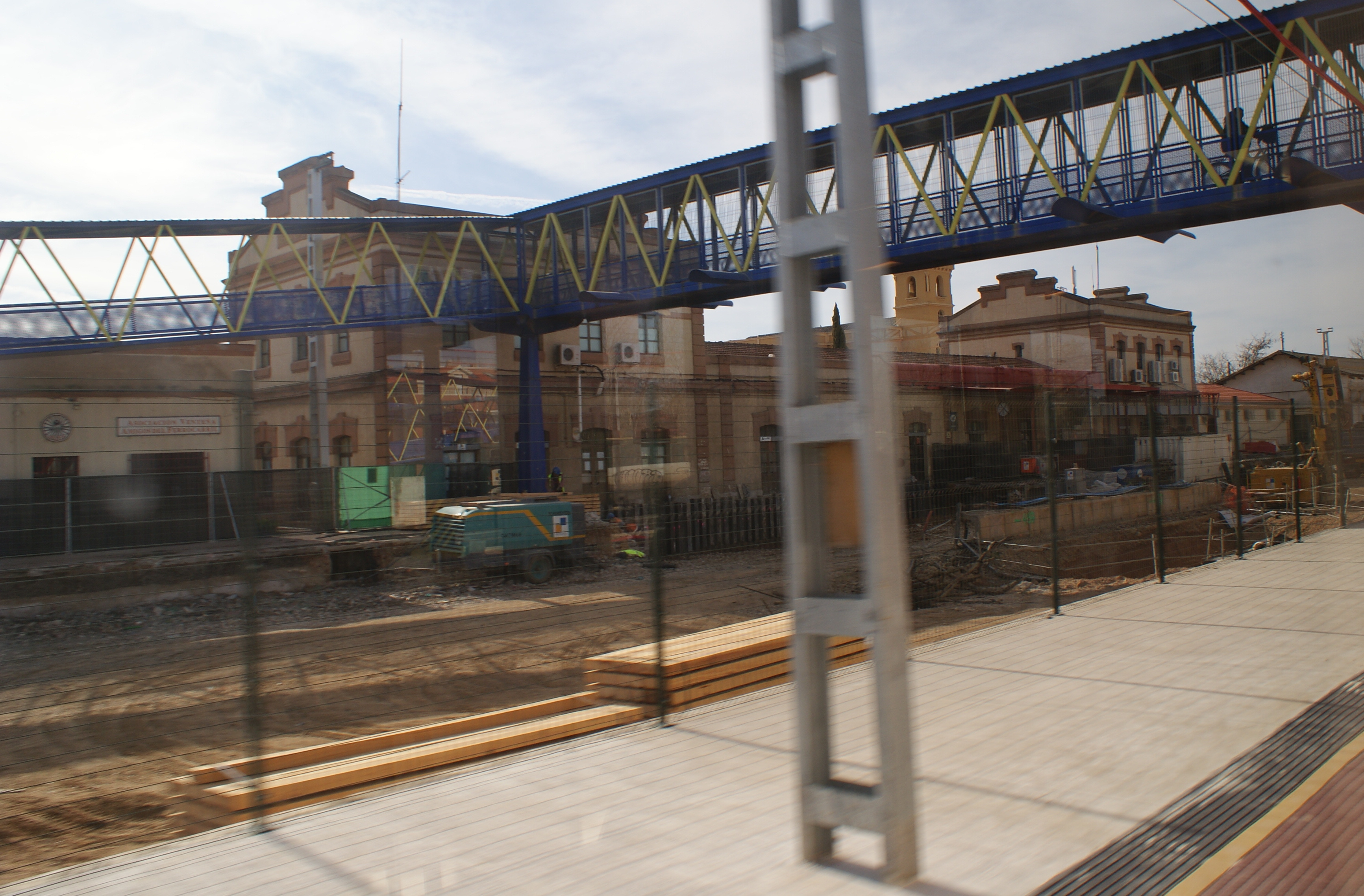
Installation des voies à écartement international (mars 2012)
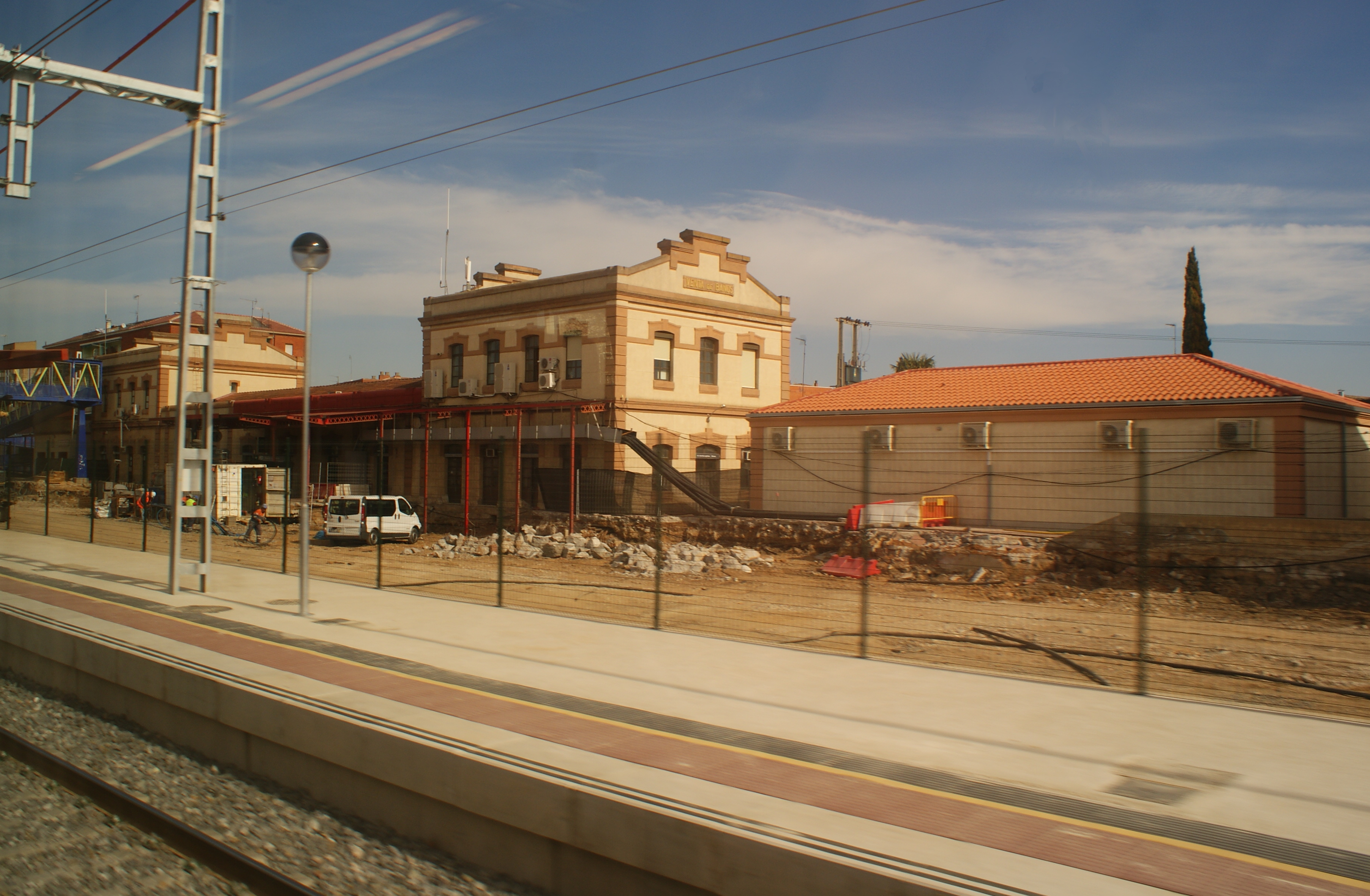
En travaux (mars 2012)
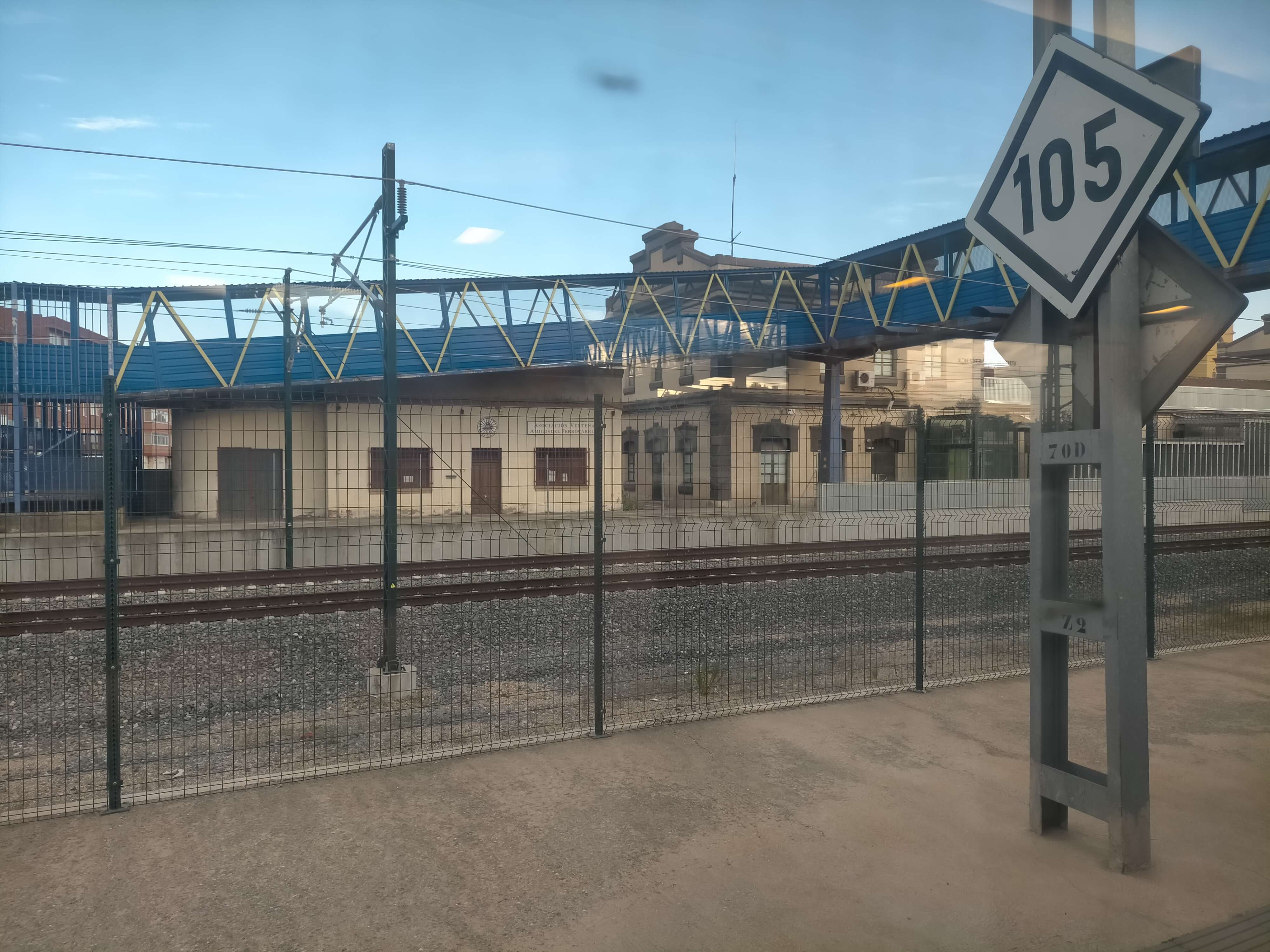
Quais, rails, passerelle et bâtiments (août 2012)
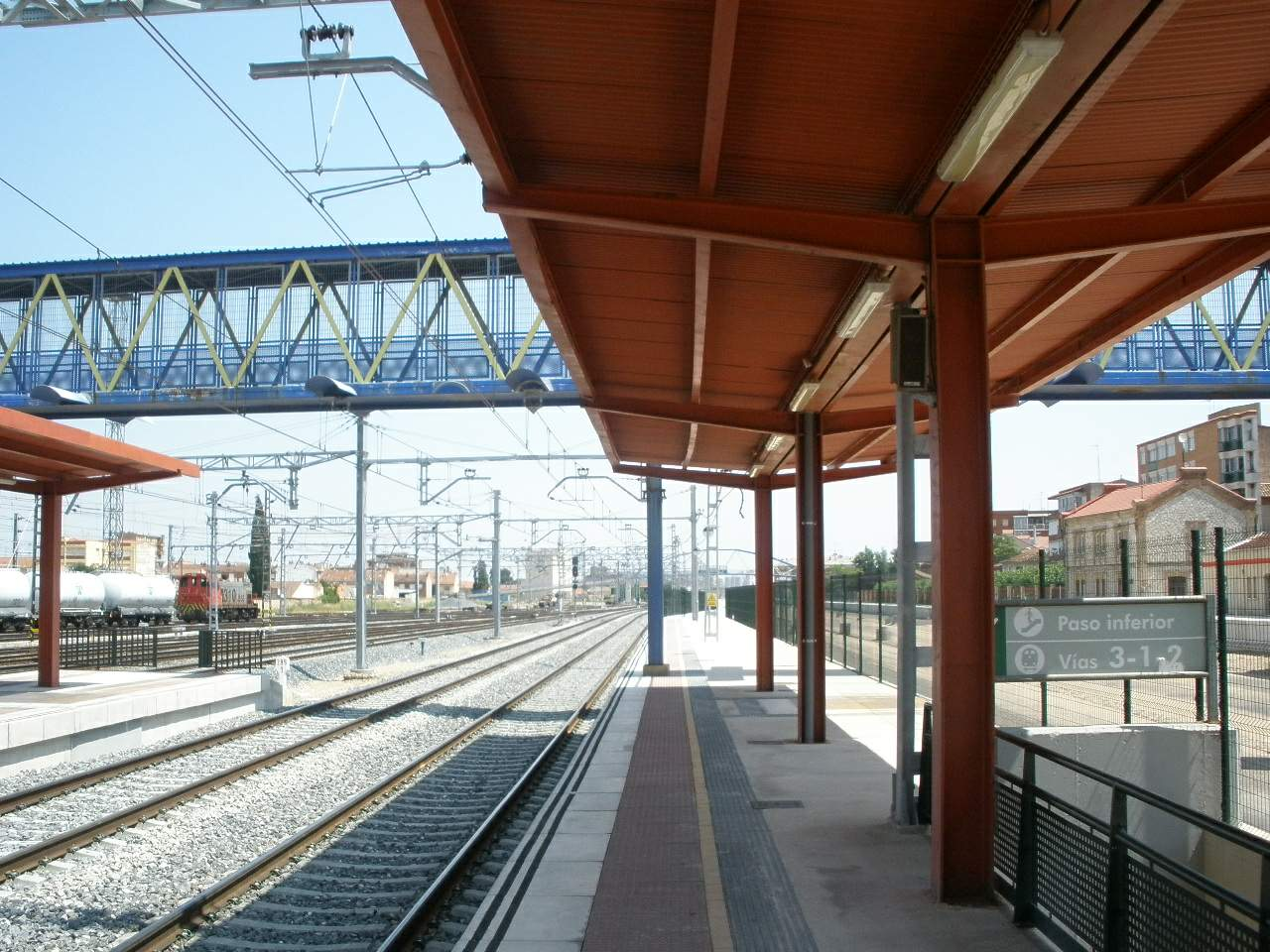
Les quais de la gare (2015).

## Services ferroviaires

### Media Distancia
La majeure partie du trafic ferroviaire s'arrêtant à la gare est constituée de trains à moyenne distance reliant Venta de Baños à différentes destinations telles que Madrid, Valladolid, Palencia, León et Burgos. Venta de Baños est également reliée au Pays basque et à la Cantabrie.